# Jordan Bernstine
Jordan Bernstine (Des Moines, 31 maggio 1989) è un ex giocatore di football americano statunitense che ha militato nel ruolo di safety nella National Football League. Fu scelto nel corso del settimo giro (217º assoluto) nel Draft NFL 2012 dai Radskins. Al college ha giocato a football ad Iowa.

## Carriera professionistica

### Washington Redskins
Bernstine fu scelto nel settimo giro del Draft 2012 dai Washington Redskins, l'ultima scelta della squadra nel draft. Il 4 maggio 2012, egli firmò un contratto quadriennale con la franchigia della capitale nordamericana. Debuttò come professionista nella settimana 1 della stagione 2012 ma in seguito non giocò più nella sua stagione da rookie a causa di un grave infortunio riportato in quella gara contro i New Orleans Saints. Il 25 luglio 2013 fu svincolato.

## Statistiche
| Partite totali      | 1 |
| Partite da titolare | 0 |
| Tackle totali       | 0 |
| Sack                | 0 |
| Intercetti          | 0 |

Statistiche aggiornate alla stagione 2012